# جوني غونزاليس
جوني غونزاليس (بالإسبانية: Jhonny González)‏ مواليد 15 سبتمبر 1981 في ولاية هيدالغو، المكسيك، هو ملاكم مكسيكي يصنف ضمن فئة وزن الريشة. حقق بطولة منظمة الملاكمة العالمية.

## إحصائيات
خاض خلال مسيرته 77 نزالا، فاز في 66 وخسر في 11. فاز بالضربة القاضية في 54 نزالا.

## روابط خارجية
- جوني غونزاليس على موقع بوكس ريك (الإنجليزية) (registration required)